# Crawford County (Missouri)
Das Crawford County ist ein County im US-amerikanischen Bundesstaat Missouri. Im Jahr 2020 hatte das County 23.056 Einwohner und eine Bevölkerungsdichte von 12 Einwohnern pro Quadratkilometer. Der Verwaltungssitz (County Seat) ist in Steelville, benannt nach James Steel, dem Eigentümer des Landes, auf dem die Stadt errichtet wurde.

## Geographie
Das County liegt südöstlich des geografischen Zentrums von Missouri in den Ozarks. Es hat eine Fläche von 1926 Quadratkilometern, wovon drei Quadratkilometer Wasserfläche sind. An das Crawford County grenzen folgende Nachbarcountys:
| Gasconade County | Franklin County |                   |
| Phelps County    |                 | Washington County |
|                  | Dent County     | Iron County       |

## Geschichte

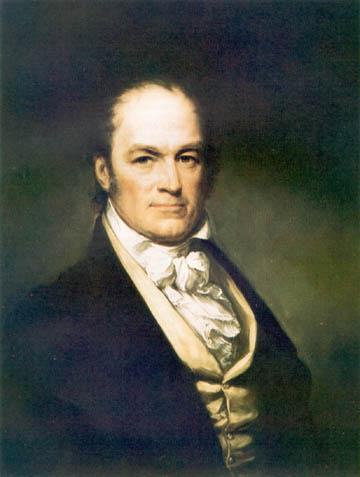
Crawford

Das Crawford County wurde am 23. Januar 1829 aus Teilen des Gasconade Countys gebildet. Benannt wurde es nach William H. Crawford, einem Kriegs- und Finanzminister der Vereinigten Staaten.

Sieben Bauwerke und Stätten des Countys sind im National Register of Historic Places eingetragen (Stand 5. Februar 2018).

## Demografische Daten

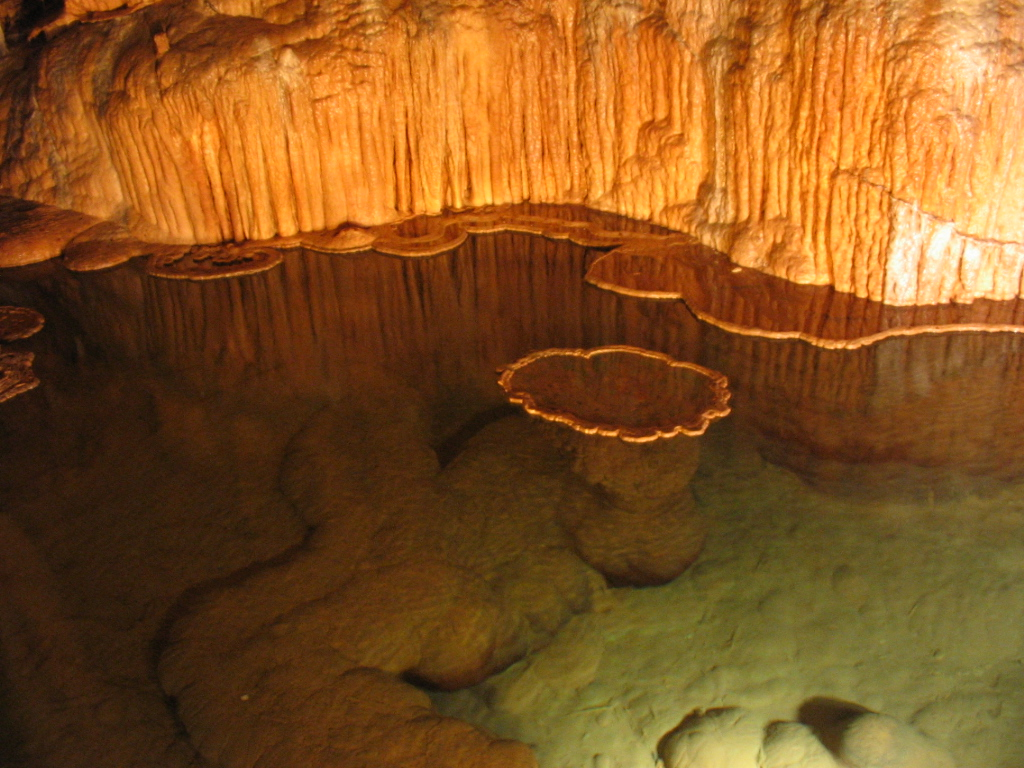
Höhle im Onondaga Cave State Park

Nach der Volkszählung im Jahr 2010 lebten im Crawford County 24.696 Menschen in 9467 Haushalten. Die Bevölkerungsdichte betrug 12,8 Einwohner pro Quadratkilometer. In den 9467 Haushalten lebten statistisch je 2,57 Personen.
Ethnisch betrachtet setzte sich die Bevölkerung zusammen aus 97,3 Prozent Weißen, 0,5 Prozent Afroamerikanern, 0,5 Prozent amerikanischen Ureinwohnern, 0,3 Prozent Asiaten sowie aus anderen ethnischen Gruppen; 1,2 Prozent stammten von zwei oder mehr Ethnien ab. Unabhängig von der ethnischen Zugehörigkeit waren 1,7 Prozent der Bevölkerung spanischer oder lateinamerikanischer Abstammung.
24,3 Prozent der Bevölkerung waren unter 18 Jahre alt, 59,4 Prozent waren zwischen 18 und 64 und 16,3 Prozent waren 65 Jahre oder älter. 50,2 Prozent der Bevölkerung war weiblich.

Das jährliche Durchschnittseinkommen eines Haushalts lag bei 34.506 USD. Das Pro-Kopf-Einkommen betrug 17.317 USD. 15,4 Prozent der Einwohner lebten unterhalb der Armutsgrenze.

## Ortschaften im Crawford County
| Citys - Bourbon - Cuba - Steelville - Sullivan1 | Villages - Leasburg - St. Cloud - West Sullivan |

Unincorporated Communitys
| - Argo - Berryman - Birds Nest - Butts - Cedar Ford - Cherryville | - Coffeyton - Cook Station - Davisville - Dillard - Elaver - Fanning | - Four Points - Fox Springs - Hinch - Hofflins - Huzzah - Idlewild | - Jake Prairie - Keysville - Klein Ford - Limberlost - Oak Hill - Patsy | - Scotia - Scott Ford - Vilander - Wesco - Westover |

1- teilweise im Franklin County

## Gliederung
Das Crawford County ist in neun Townships eingeteilt:
| Township          | Einwohner (2010) | FIPS     |
| ----------------- | ---------------- | -------- |
| Benton Township   | 6283             | 29-04618 |
| Boone Township    | 5892             | 29-07156 |
| Courtois Township | 1300             | 29-16930 |
| Knobview Township | 1547             | 29-39242 |
| Liberty Township  | 1777             | 29-42086 |
| Meramec Township  | 3924             | 29-47360 |
| Oak Hill Township | 1767             | 29-53696 |
| Osage Township    | 1171             | 29-55100 |
| Union Township    | 1035             | 29-74572 |